# Pharez Whitted

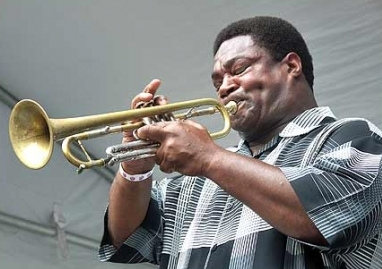
Pharez Whitted

Pharez Whitted (* 26. August 1960 in Indianapolis) ist ein US-amerikanischer Soul Jazz-Trompeter, Komponist, Musikproduzent und Hochschullehrer.

## Leben und Wirken
Pharez Whitted ist Sohn der Sängerin Virtue Hampton Whitted (1922–2007) und des Schlagzeugers Thomas Whitted sowie ein Neffe von Slide Hampton. Er wuchs in Indianapolis auf und studierte an der DePauw University, bevor er an der Indiana University den Master erwarb. 1982 begann er seine Musikerkarriere, tourte mit Bobby Broom und arbeitete im Laufe seiner Karriere mit Wynton und Branford Marsalis, John Mellencamp, Slide Hampton, The Temptations, The O’Jays, Lou Rawls, Ramsey Lewis und Elvin Jones; 2008 trat er im Jazz Kitchen in Indianapolis auf. Bei dem Motown Jazz-Label MoJazz, für das er auch als Produzent tätig war, veröffentlichte er zwei Alben unter eigenem Namen. 
Als Hochschullehrer ist er inzwischen als Leiter des Jazz-Studiengangs an der Chicago State University tätig.

## Diskographische Hinweise
- Pharez Whitted (Mo Jazz, 1995)
- Mysterious Cargo (Motown, 1996)
- Transient Journey (Owl, 2010)
- For the People (Origin, 2012)
- Tree of Life (Truth Revolution, 2014)
- Pharaoh Smooth (Get Whitted Music, 2021)